# E471
La ruta europea E471 és una carretera que forma part de la Xarxa de carreteres europees. Comença a Moukatchevo (Ucraïna) i finalitza a Lviv (Ucraïna). Té una longitud de 207 km. Té una orientació de nord a sud.